# Torre de los Panoramas

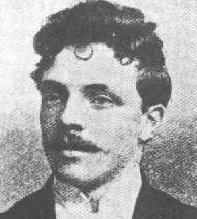
Julio Herrera y Reissig

La Torre de los Panoramas es un histórico edificio  situado en la Ciudad Vieja de Montevideo, tal edificio fue residencia del escritor Julio Herrera y Reissig, y  en la actualidad alberga a la Academia Nacional de Letras.

## Edificio
La edificación consta de dos niveles,  destinados originalmente a una vivienda familiar. Fue la residencia del escritor uruguayo Julio Herrera y Reissig, integrante de la denominada Generación del 900. En este lugar discutían sus trabajos poéticos, narrativos, así como también sus ensayos y la crítica literaria.  Producían sus obras en colaboración con los demás escritores y debatían temas del momento. 
La construcción fue declarada Monumento Histórico Nacional en el año 1975. Se realizaron reformas a principio del siglo XX, incorporando ornamentación art déco en su fachada. Fue restaurado, en la década de los 80. En su  fachada se destaca el balcón de hierro forjado y el mirador. Se encuentra en buen estado de conservación, fundamentalmente en su interior.

## Historia
El poeta Julio Herrera y Reissig vivió en esta casa desde el 1901 hasta 1907, hizo del mirador, en la azotea de la residencia, uno de los lugares referentes más importantes de nuestra cultura de principios del siglo XX, constituyendo junto con el Consistorio del Gay Saber,  los dos grandes cenáculos del modernismo literario en Uruguay. 
El profesor Pivel Devoto manifestó que dicha casa "tiene un profundo valor evocativo como que está unida a la irrupción y el esplendor del modernismo en el Uruguay."'

## El altillo
El pequeño y oscuro altillo de 2.50 x 2.50 m, con tan solo una ventana abierta hacia el Oeste, la torre exponía en sus paredes ilustraciones de Gustavo Doré tomadas de ejemplares de la Divina Comedia, un retrato de Mallarmé y otra fotograría de Julio Herrera y Obes, con los títulos de “El brujo” y “El cínico” respectivamente (del libro “La Conservación de los Monumentos Históricos Nacionales”, pág. 102).

En la publicación “La historia de la literatura uruguaya”, (Capítulo Oriental N.º 11), “Los cenáculos y los cafés” se expresa:
“Los grupos literarios, las capillas literarias, extendidos por las ruedas de amigos y visitantes, crearon cenáculos en Montevideo. Esos cenáculos suelen vincularse a la existencia de revistas literarias pero reconocen, sobre todo, la acción de presencia de una fuerte personalidad central, que ejerce atracción sobre otras. Su importancia tiene más que ver con el color de la época que con la literatura perdurable que hoy nos queda de ella. Pero por lo menos en un caso (el de la Torre de los Panoramas) el cenáculo es importante para explicar al creador y al hombre. (...).
En el Capítulo N.º 13: “Herrera y Reissig - El modernismo”, el apartado titulado “El Ascenso a la Roca Tarpeya” (pág. 202) expresa:
“Reconoce Roberto Ibáñez la existencia de tres cenáculos: el primero en la calle San José 119, el segundo en Cámaras 96, y el tercero en ltuzaingó 119 (actualmente 1255); este último es el que constituirá desde 1902 a 1907 la Torre de los Panoramas. El nombre, que vuelve a esta “torre” émula de las torres de Babel, de Alejandría, de Pisa y de Eiffel, alude en realidad a un pequeño altillo que constituye el cuerpo de un mirador, a “la deteriorada buhardilla de un tercer piso” según el decir de Demarchi."
El propio Julio expresa sus aventuras cenaculares:
Allá por 1900 fundé la celibérrima émula de las torres de Babel, de Babilonia, de Alejandría, de Pisa, de Eiffel, es decir, la de los Panoramas... Bien pronto hice escuela: me rodearon entusiastas discípulos, treinta jóvenes me formaron corte de honor en la "Torre", mi nombre retumbó en la Universidad, entre vítores y comentarios. Bachilleres, doctores, ingenieros, empleados, bohemios, fueron condiscípulos míos. No ha llegado celebridad a Montevideo que no me haya visitado en la "Torre"».